# Medborovnica
Medborovnica (nemško Unterferlach) je naselje v Občini Borovlje v Okraju Celovec-dežela na Koroškem v Avstriji.